# 高量成
高量成，是12世纪大理国点蒼山蓮花峰芒湧溪人氏，高泰明之孙，高明量之子，第5代中国公。高明量家族的封地在威楚府（今楚雄）高量成娶大理皇帝女成宗，住威楚德江城。根据《护法明公德运碑》，高量成早年丧父，在威楚立有军功。1136年（一作1119年）叔父高明清被三十七蛮部军杀死于鄯阐（今昆明）。1141年，中国公高顺贞死后，群臣立高量成为相国、中国公，执掌大理国政事。在职期间，威楚成为大理国另一政治中心，“四夷八蛮，累会于此”，国内八方诸侯，在此会盟。1150年，高顺贞的儿子高贞寿平定滇东三十七部有功，高量成迫于压力，让位给高贞寿，自己退居威楚府，自号“护国公”，又称护法公。